# 나츠코이
〈여름 사랑〉(일본어: ナツコイ 나쓰코이[*], 나츠코이)은 2014년 7월 30일에 워너 뮤직 재팬에서 발매가 예정된 LinQ의 9번째이자, 메이저 4번째 싱글이다.

## 개요
전작의 〈컬러풀데이즈〉에서 약 6개월 만의 발매. 2014년 5월 18일에 천신 베스트 홀에서 행해진 제462회 LinQ 통상공연에서 해당 싱글이 발매됨이 발표되며, 2014년 6월 7일의 제471회 LinQ 통상공연에서 해당 싱글 타이틀 곡인 〈여름 사랑〉이 처음으로 보였다. 이후 6주에 걸쳐서, 커플링 곡윽 포함해서 해당 싱글의 전곡(인스트 제외) 6곡을 1곡씩 피로해갈 예정이 되어있었다.
저번에는, LinQ 첫 시도로 해당 싱글 발매 이벤트 회장 한정으로 뮤직 카드(전30종)가 발매되는 것이 결정됐다. 뮤직 카드를 구입하면, 양면에 기제되어 있는 핀코드를 지정된 사이트에 입력하는 것으로 〈여름 사랑〉 1곡을 다운로드 할 수가 있다.

## 수록곡

### 통상반
- CD

1. 여름 사랑
작사: 야스다 타카유키, 작곡: YUMA, 편곡: 와타나베 야스시
2. 슈와슈와슈와리(일본어: シュワシュワシュワリ)
작사: 유키 레이카, 작곡: 키노시타 요스케, 편곡: Tak Miyazawa
3. Sweet My Song
작사: 야스다 타카유키, 작곡·편곡: 사이토 요시히로
4. 여름사랑 (instrumental)
5. 슈와슈와슈와리 (instrumental)
6. Sweet My Song (instrumental)

### 초회한정반
- CD

1. 여름 사랑
2. telephone
작사·작곡·편곡: 사이토 요시히로
3. Bye-bye baby love
작사: 카에, 작곡: 나와타 히사시, 편곡: SHiNTA
4. 여름 사랑 (instrumental)
5. telephone (instrumental)
6. Bye-bye baby love (instrumental)

### 천신반
- CD

1. 여름 사랑
2. Peace
3. 슈와슈와슈와리 (SHiNTA PLANET REMIX)
4. Bye-bye telephone baby love (SHiNTA PLANET REMIX)
5. 여름 사랑 (instrumental)
6. Peace (instrumental)

※천신반은 천신 베스트 홀에서만 발매.